# 300 in marcia per la gloria
300 in marcia per la gloria è un videogioco per PlayStation Portable pubblicato il 27 febbraio 2007 e tratto dalla graphic novel di Frank Miller 300 e dall'omonimo film.

## Trama
Il gioco riprende la trama del fumetto e del film e quindi si svolge durante la battaglia delle Termopili quando 300 spartani combatterono contro l'immenso esercito persiano al fine di permettere agli eserciti greci di organizzarsi per la difesa delle loro città.

## Modalità di gioco
300 in marcia per la gloria è un gioco d'azione caratterizzato da livelli piuttosto ristretti, pieni di nemici, enigmi e qualche segreto. Per variare un po' il tema, è stata aggiunta anche una sezione a falange.

### Collera
Il gioco sfrutta un sistema di "collera", ovvero se Leonida combatte e sconfigge i nemici ottiene della Collera, che poi può utilizzare per attivare abilità speciali (le "abilità di battaglia") o fare delle combinazioni particolarmente dannose per i propri avversari. Essa diminuisce anche in seguito a colpi subiti diversi dalle piogge di frecce durante la posizione di ritirata. La collera viene immagazzinata in apposite barre visibili sull'interfaccia circolare (inizialmente ne è presente solo una, ma andando avanti nel gioco si arriverà ad averne fino a tre). Le azioni di collera richiedono un quarto di barra, mentre le abilità di battaglia un'intera barra.

### Abilità di battaglia
Poiché gli spartani non usano alcun tipo di pozione o unguento, l'unico modo per curare le ferite subite in battaglia è ricorrere alle proprie abilità individuali. Ognuna di esse quando viene usata consuma una barra della Collera.
-Forza d'animo: meditazione che fa leva sulla forza interiore dello spartano, estraniandolo dalla mischia per qualche secondo e consentendogli di recuperare energia.
-Sangue bevuto: abilità che aumenta la velocità e la forza fisica di Leonida, consentendogli di fare più danni; riceve salute al posto della Collera; alcuni nemici possono essere sconfitti solo quando si è in tale stato.
-Difesa: Para automaticamente tutti gli attacchi nemici per un breve periodo di tempo, recuperando salute nel frattempo.
-Occhio del Signore della Guerra: la più raffinata di tutte, permette a Leonida di andare in una grande concentrazione concedendogli la facoltà di rallentare i movimenti dei propri nemici senza influire la propria velocità. Quando colpisce, riceve salute al posto della Collera.

### Kleos
I Kleos (in greco "fama, onore") sono l'equivalente numerico della fama; nel gioco servono ad acquistare attrezzatura, combos nuove e potenziamenti per le abilità di battaglia. I Kleos si ottengono uccidendo i nemici (sono proporzionali alla forza del nemico sconfitto). Attraverso il menu di pausa è possibile accedere alla schermata "Potenzia", dove gli aggiornamenti sono divisi in tre categorie:
-Attrezzatura: categoria che comprende spade, lance, scudi e armature nuove; in questo caso non si può acquistare un oggetto senza aver prima preso quello immediatamente precedente. L'attrezzatura ha diverse funzioni: le spade aumentano i danni inflitti alla salute, le lance all'armatura nemica; uno scudo superiore aumenta i danni e aumenta la possibilità di stordire i nemici; la corazza limita i danni subiti.
-Combo: possono essere acquistate in qualsiasi ordine si voglia. Sono diverse da ogni tipo di arma, e comprendono attacchi per infligger ingenti danni alla salute, per rompere più velocemente le corazze o per atterrare i nemici, fino ad arrivare, ai livelli avanzati, anche ad uccidere all'istante un nemico.
-Abilità di battaglia: Per i potenziamenti per le abilità di battaglia vale la stessa regola dell'attrezzatura; esse aumentano la durata delle abilità e i suoi benefici a Leonida, che talvolta vengono estesi anche ai suoi alleati spartani.